# 조대현 (언론인)
조대현(曺大鉉, 1953년 9월 27일 ~ )은 대한민국의 언론인이다. 1978년 공채 5기 PD로 KBS에 입사하였고, 제21대 KBS 사장을 역임하였다. 아버지는 정치인 조흥만이다.

## 학력
- 용산고등학교 졸업
- 고려대학교 사학과 학사
- 고려대학교 언론대학원 석사

## 경력
- 1992년 : KBS제주방송총국 제작1부장
- 1993년 : KBS TV1국 차장
- 1995년 ~ 1998년 : KBS 일본특파원 차장
- 1998년 ~ 2000년 : KBS TV1국 제작부 부주간
- 2000년 ~ 2001년 : KBS TV제작센터 제작부 주간
- 2002년 ~ 2003년 : KBS 기획제작국 기획제작담당 주간
- 2003년 ~ 2004년 : KBS 제작본부 교양국
- 2004년 ~ 2005년 : KBS TV제작본부 기획다큐팀장
- 2005년 ~ 2007년: 미시간주립대 방문학자
- 2007년 ~ 2008년 9월 : KBS TV제작본부 프로그램 전략기획팀 국장
- 2008년 9월 ~ 2009년 11월 : KBS TV제작본부장
- 2009년 11월 ~ 2011년 9월 : KBS 부사장
- 2011년 11월 : KBS 미디어 사장
- 2013년 3월 ~ 2014년 6월 : 순천향대 석좌교수
- 2014년 7월 ~ 2015년 11월 : KBS 사장
- 2014년 7월 : 한국방송협회 부회장
- 2014년 9월 : 제7대 DTV코리아 회장
- 2014년 10월 : 아시아태평양방송연맹 회장

## 수상 경력
- 2011년 5천만불 수출탑
- 2012년 여의도클럽 방송인상 방송공로상

## 가족 관계
- 아버지 : 조흥만 (1926년 1월 9일 ~ 2017년 5월 23일)
- 남매 : 조두현, 조보현, 조영숙, 조민수

| 전임 길환영 | 제21대 한국방송공사 사장 2014년 7월 28일 ~ 2015년 11월 23일 | 후임 고대영 |